# 은장도 (영화)
은장도는 2003년에 개봉한 대한민국의 영화이다.

## 줄거리
안동의 한 사대부 대대로 열녀문과 은장도가 가보로 전해지는 열녀 가문의 후손 민서(신애 분). 첫 돌상 때도 은장도를 잡을 만큼 열혈 순결사수주의자다. 어려서부터 남다른 교육을 받고 자란 민서는 늘 자신을 지켜줄 갑옷이라 생각하고 몸에 땀띠가 날 정도로 많은 속옷을 입었는데... 그러던 어느날 대학 진학을 위해 마침내 엄마의 도움으로 야반 도주를 계획한 맹랑한 처자 민서. 자신의 비상 무기인 은장도와 함께 기차에 몸을 싣는다. 갓 스무살 법대생으로 대학의 낭만을 즐기던 민서. 수학과 주학(오지호 분)에게 끊임없는 구애를 받게 되고, 민서 또한 주학에게 조금씩 끌리게 되는데. 시도 때도 없이 서는 물건 때문에 언제나 놀림을 당하는 주학. 주학에게 작업의 노하우를 전수하던 킹카(윤다훈 분)는 주학에게 둘만의 바다 여행을 권하게 된다. 민서는 주학의 부탁으로 무의도로 당일 코스 여행을 떠나게 되는데. 아무것도 모른 채 신이 난 민서는 주학의 시나리오대로 배를 놓치게 되고, 둘은 모텔로 향하게 된다. 우연한 계기로 주학에게 속았음을 알게 된 민서는 주학과 티격태격하게 되고 급기야 가슴 속 깊이 숨겨둔 은장도를 꺼내게 되는데. 한편 남자의 정기를 받아 거미줄 걷는 것이 소원인 터프걸 가련(송선미 분)은 거미줄 제거를 위해 오늘도 열심히 작업 중. 그러던 어느날 킹카에게 그만 필이 꽂히게 된다. 하지만 킹카에게 말 못할 비밀이 있어, 그 어느 누구도 받아들이지 못하고, 그런 사정을 모르는 가련의 계속적인 구애가 시작되는데. 민서와 주학의 지키기 Vs 빼앗기와는 또다른 한판 승부가 시작된다.

## 캐스팅
- 신애 : 민서 역 (아역 박도희)
- 오지호 : 주학 역 (아역 박원민)
- 윤다훈 : 킹카 역 (아역 박형석)
- 송선미 : 가련 역 (아역 박서윤)
- 송재호 : 민서 부 역
- 송옥숙 : 민서 모 역
- 최윤소 : 경주 역 (아역 양주희)
- 함재희 : 동주 역
- 송선희 : 인혜 역
- 윤세희 : 세진 역
- 정명민 : 서오빠 역
- 천수정 : 굴다리파짱 역
- 윤갑수 : 청나라 장군 역
- 고태산 : 기차 안 취객 역
- 김동균 : 동네 사람 역
- 이유신 : 관조녀 역
- 라리사 : 미국 관광객 역
- 김보성 : 락카페 주인 역
- 임현식 : 조개구이집 주인 역 (특별출연)
- 박상면 : 옆방 남 역 (특별출연)
- 김기만 : 라디오 목소리 역 (특별출연)
- 윤정수 : 닭갈비집 종업원 역 (특별출연)
- 박진수 : 락카페 사장 역 (특별출연)
- 박희진 : 락카페 종업원 역 (특별출연)